# Pentekostalism
Pentekostalism (av grekiskans πεντηκοστή (pentekoste), "pingst", som sammanfaller med den judiska veckofesten) är en teologi inom karismatiska kristna rörelser med ursprung i väckelserörelser i Los Angeles och Wales under 1900-talets första årtionde, ofta kallad pingstväckelsen, pingströrelsen eller pingstkyrkan. Namnet gavs rörelsen av media under dess första frambrytningstid på tidigt 1900-tal. Detta med hänvisning till rörelsens betonande av händelserna på den första pingstdagen, då lärjungarna enligt Apostlagärningarna för första gången fylldes av den Helige Ande och då blev frimodiga, profeterade på olika tungomål och lät underverk ske. Rörelsen betonar att kristna även i dag kan få personlig erfarenhet av Gud genom andedop, och få del av andliga nådegåvor och andens frukter.

## Pingst
Rörelsen var ursprungligen tvärkyrklig, anhängarna kom från många olika kyrkor och samfund, även om en majoritet av dessa främst hade sin bakgrund inom helgelserörelsen, metodismen eller baptismen. I Sverige anammade Örebromissionen och Helgelseförbundet som helhet den pentekostala teologin. Under 1900-talets första hälft kom emellertid en rad nya pentekostala samfund och rörelser att formeras i olika länder, däribland den svenska pingströrelsen. 
Pentekostalismen hamnade tidigt i konflikt med den så kallade bibelfundamentalistiska rörelsen, som vid tiden hade vuxit sig stark i USA. Den skandinaviska pingströrelsen ville vara med i den fundamentalistiska gruppen, men de dåvarande fundamentalististerna kritiserade bland annat den bibelsyn där pentekostalisterna menade att den Helige Ande kunde uppenbara djupare betydelser i skriften än den bokstavliga. Inom den fundamentalistiska rörelsen menade man, att detta underminerade tron på bibelns auktoritet, till förmån för den subjektiva upplevelsen. Den tidiga antagonismen mellan fundamentalism och pingstväckelse kom med tiden att avta i USA, och när andra världskriget var över hade de tidigare så tydliga gränserna börjat suddas ut.. Ordet fundamentalism har idag en annan betydelse med negativ värdeladdning, och i media kritiseras ofta pingströrelsen för fundamentalism i den moderna betydelsen. 
Det finns fler än 130 miljoner anhängare av pentekostalismen och när samtliga karismatiska rörelser räknas med ökar antalet till nästan en fjärdedel av världens 2 miljarder kristna.
Pentekostalism är en övergripande term som innefattar ett brett spektrum av olika teologiska och organisatoriska perspektiv. Det finns ingen central organisation eller kyrka som styr rörelsen. De flesta så kallade pingstvänner anser sig vara en del av en bredare kristen grupp och identifieras ofta som evangelikala. Dessutom anammar många begreppet protestantism, medan andra hellre använder sig av termen reformationism.
Det finns två stora grupper inom pentekostalismen: de trinitariska kristna och de som tillhör Oneness-rörelsen (antitrinitarier). De trinitariska kan i sin tur delas upp i higher life movement samt helgelserörelsen. 
I USA är Church of God in Christ (COGIC) den största pentekostala rörelsen. Assemblies of God som tillhör "higher life movement" är den näst största Pingstkyrkan i USA, dock större utanför USA. Det finns även ett samfund som heter International Pentecostal Holiness Church och som i likhet med Church of God in Christ tillhör helgelserörelsen. Slutligen finns United Pentecostal Church International och AFM Church of God, som båda tillhör den antitrinitariska Oneness-rörelsen. 
Pingstväckelsen har haft stora framgångar i Seoul, Sydkorea, där den största pingstförsamlingen finns, samt i Latinamerika, bland dem stora rörelser i Brasilien som Kristna församlingen i Brasilien och Assembleias de Deus.

## Kännetecknande läror
Huvudartikel: Kännetecknande läror för pingströrelsen i Sverige
Pentekostalism kännetecknas av:
- Personlig omvändelse som nödvändighet för frälsning.
- Baptistiskt troendedop, omvändelsedop eller vuxendop.
- Helgelselära - uppfattningen att en kristen som med villigt och ödmjukt hjärta överlåter sitt liv till Gud kan få hjälp av den Helige Ande att förvandlas till sinnet.
- Andedopet - en från frälsningen (då människan får Guds Ande som gåva) och dopet särskild upplevelse av att bli fylld av den Helige Ande, ofta manifesterad genom tungotal.
- Andegåvor - att den helige Ande kan ge övernaturliga förmågor till vanliga kristna, exempelvis gåvan att profetera eller hela.
- I hög grad bibeltrogen eller traditionell bibelsyn - konservativ hermeneutik, av kritiker kallad fundamentalism i ordets moderna betydelse.
- Pentekostal hermeneutik - en tro att den Helige Ande kan förmedla djupare innebörd i bibeltexten.
- Stark tonvikt på eskatologi - att vi lever i den sista tiden.
- Icke-hierarkisk ämbetssyn - Vem som helst, som har en församlings förtroende, kan predika och leda gudstjänster, det behöver inte vara vigda präster.
- Fromhetsideal, olika i olika länder. Exempelvis har helnykterhet varit vanligt i skandinavisk pingströrelse.

## Den karismatiska rörelsen
Under 1960-talet började även traditionella kyrkor såsom katolska kyrkan ta till sig rörelsens yttringar. En breddning och vidare spridning av rörelsen tog fart. Denna gång var acceptansen inom de etablerade kyrkorna större och medlemmarna blev i högre grad kvar i de samfund som var deras ursprung. Därtill bildades en stor mängd kyrkor, samfund och rörelser som hämtade inspiration både från pentekostalismen och de sammanhang de kom från, den blandrörelse som uppstod, med stor mångfald i teologier och uttryck kom att kallas neo-pentekostala eller karismatiska rörelser.
De pentekostala och karismatiska rörelserna räknar över hela världen ca 590 miljoner anhängare (därav ca 100 miljoner i traditionella pentekostala rörelser) och är därmed efter katolska kyrkan den näst största kristna rörelsen.

## Global utveckling
2011 beräknades det finnas ungefär 350 miljoner karismatiska kristna i världen i olika samfund.

## Pingströrelsen i media
- Pingstvänner i Brasilien trotsar myndigheternas folksamlingsförbud: "Coronaviruset är Satans taktik för att sprida rädsla" (DN 22/2 2020)
- "Pingströrelsen förmedlade rättsosäkra adoptioner" (DN 14/11 2021)